# ツォゼルグ
ツォゼルグ、ツォゼルウ（ナシ語: Coqssei'leel'ee, Ts'o dze llü ghügh, 現代中国語：崇仁麗恩 chóng rén li ēnなど）とは、中国・ナシ族の神話に登場する男性である。神話中では人類の始祖とされている。
ツォゼルグの神話は、トンバ経典『ツォバトゥ』にて語られているほか、口頭伝承として複数の類話が伝わっている。
神話のあらすじはこうである。原初の頃に、最初の人間の一族が生まれた。ツォゼルグの代に、ツォゼルグの兄弟姉妹が天神の怒りに触れ、大洪水が起きた。ツォゼルグ一人のみ、天神の教えによって生き残った。ツォゼルグは伴侶を探す。紆余曲折を経て、天女ツェフボバと出会う。ツォゼルグはツェフボバの父ジラアプの下を訪ねる。彼から次々と難題を課されるが、ツェフボバの助けを借りてことごとく乗り越える。ついには結婚を認めさせ、地上に戻る。その後、2人の間に生まれた3人の息子が、それぞれチベット族、ナシ族、ペー族の始祖となった。
このナシ族の神話やその他雲南地方の諸民族の類話については、日本神話における「オオナムヂがスセリビメを娶った神話」などとの類似性が指摘されており、東アジア広域にわたる比較神話学の研究対象となっている。